# Barbuise
Barbuise település Franciaországban, Aube megyében. Lakosainak száma 447 fő (2022. január 1.). Barbuise Marnay-sur-Seine, Montpothier, Plessis-Barbuise, Pont-sur-Seine, La Saulsotte, Villenauxe-la-Grande és La Villeneuve-au-Châtelot községekkel határos.

## Népesség
A település népességének változása:
| Lakosok száma | 298  | 287  | 345  | 395  | 415  | 433  | 465  | 467  | 475  | 447  |
|               | 1968 | 1982 | 1999 | 2006 | 2011 | 2015 | 2017 | 2018 | 2020 | 2022 |